# ФК Расинг Сантандер
ФК Расинг Сантандер (Real Racing Club de Santander) је шпански фудбалски клуб из Сантандера, Шпанија. Клуб је основан 14. јуна 1913. године. Током периода владавине Франка име клуба је 1941. године промењено у Реал Сантандер, а старо име му је враћено 1971. Најбољи резултат клуб је остварио у сезони 1930-31 коју је завршио на 2. месту. Расинг Сантандер је сезону 2007-08 завршио на 6. месту Ла Лиге и квалификовао се у УЕФА Куп први пут у историји клуба.